# Pierre-Nicolas Mouzin
Pierre-Nicolas Mouzin, també anomenat Édouard (Metz, Lorena, 13 de juliol de 1822 - París, 1894) fou un compositor francès del Romanticisme.
Va ser professor i director del Conservatori de la seva ciutat natal de 1854 a 1870, i després de la guerra francoprussiana es retirà a París, del qual Conservatori en fou nomenat professor.
Va compondre les òperes Les deux Valises i Michel Ange, diverses cantates, nombrosos cors, peces per a piano, música religiosa, etc. També publicà molts articles i una Petite grammaire musicale (1864).